# Saint-Sixte (Loara)
Saint-Sixte – miejscowość i gmina we Francji, w regionie Owernia-Rodan-Alpy, w departamencie Loara. Nazwa miejscowości pochodzi od imienia św. Sykstusa.
Według danych na rok 1990 gminę zamieszkiwało 607 osób, a gęstość zaludnienia wynosiła 40 osób/km² (wśród 2880 gmin regionu Rodan-Alpy Saint-Sixte plasuje się na 1058. miejscu pod względem liczby ludności, natomiast pod względem powierzchni na miejscu 760.).